# Administrativní vzdálenost
Administrativní vzdáleností se v kontextu dynamických směrovacích protokolů rozumí preference zdroje směrovacích informací. Jedna síť může být pod správou více různých dynamických směrovacích protokolů (smysl to může mít tehdy, pokud některé její části spravuje pouze jeden směrovací protokol). Jelikož metriky různých směrovacích protokolů jsou vzájemně neporovnatelné (způsob jejich kalkulace je totiž napříč směrovacími protokoly individuální), je potřeba mít jistý mechanismus, který rozhodne, z jakého směrovacího zdroje upřednostnit cestu v případě, kdy více zdrojů nabízí cestu s tímtéž číslem sítě a touž maskou. A právě za účelem toho byl zaveden koncept administrativní vzdálenosti. Čím je administrativní vzdálenost nižší, tím je směrovací zdroj preferovanější.